# Saint-Ouen-sur-Morin
Saint-Ouen-sur-Morin és un municipi francès, situat al departament de Sena i Marne i a la regió de Illa de França. L'any 2007 tenia 573 habitants.
Forma part del cantó de Coulommiers, del districte de Provins i de la Comunitat de comunes dels Deux Morin.

## Demografia

### Població
El 2007 la població de fet de Saint-Ouen-sur-Morin era de 573 persones. Hi havia 191 famílies, de les quals 24 eren unipersonals (12 homes vivint sols i 12 dones vivint soles), 64 parelles sense fills, 91 parelles amb fills i 12 famílies monoparentals amb fills.
La població ha evolucionat segons el següent gràfic:
Habitants censats

### Habitatges
El 2007 hi havia 224 habitatges, 197 eren l'habitatge principal de la família, 19 eren segones residències i 8 estaven desocupats. Tots els 224 habitatges eren cases. Dels 197 habitatges principals, 186 estaven ocupats pels seus propietaris, 10 estaven llogats i ocupats pels llogaters i 1 estava cedit a títol gratuït; 5 tenien dues cambres, 24 en tenien tres, 51 en tenien quatre i 117 en tenien cinc o més. 148 habitatges disposaven pel capbaix d'una plaça de pàrquing. A 74 habitatges hi havia un automòbil i a 109 n'hi havia dos o més.

### Piràmide de població
La piràmide de població per edats i sexe el 2009 era:
| Homes | Edats   | Dones |
| ----- | ------- | ----- |
| 0     | 95 o +  | 0     |
| 0     | 90 a 94 | 0     |
| 0     | 85 a 89 | 0     |
| 0     | 80 a 84 | 0     |
| 4     | 75 a 79 | 0     |
| 12    | 70 a 74 | 0     |
| 16    | 65 a 69 | 16    |
| 4     | 60 a 64 | 20    |
| 16    | 55 a 59 | 24    |
| 16    | 50 a 54 | 12    |
| 24    | 45 a 49 | 20    |
| 12    | 40 a 44 | 16    |
| 36    | 35 a 39 | 20    |
| 16    | 30 a 34 | 32    |
| 0     | 25 a 29 | 4     |
| 4     | 20 a 24 | 20    |
| 24    | 15 a 19 | 24    |
| 12    | 10 a 14 | 24    |
| 32    | 5 a 9   | 20    |
| 12    | 0 a 4   | 8     |

## Economia
El 2007 la població en edat de treballar era de 381 persones, 268 eren actives i 113 eren inactives. De les 268 persones actives 247 estaven ocupades (135 homes i 112 dones) i 21 estaven aturades (12 homes i 9 dones). De les 113 persones inactives 35 estaven jubilades, 44 estaven estudiant i 34 estaven classificades com a «altres inactius».

### Ingressos
El 2009 a Saint-Ouen-sur-Morin hi havia 193 unitats fiscals que integraven 552 persones, la mediana anual d'ingressos fiscals per persona era de 20.926,5 €.

### Activitats econòmiques
Dels 17 establiments que hi havia el 2007, 1 era d'una empresa extractiva, 1 d'una empresa de construcció, 5 d'empreses de comerç i reparació d'automòbils, 3 d'empreses de transport, 1 d'una empresa d'hostatgeria i restauració, 1 d'una empresa d'informació i comunicació, 2 d'empreses immobiliàries, 2 d'empreses de serveis i 1 d'una empresa classificada com a «altres activitats de serveis».
L'únic servei als particulars que hi havia el 2009 era una agència immobiliària.
L'únic establiment comercial que hi havia el 2009 era una botiga de roba.
L'any 2000 a Saint-Ouen-sur-Morin hi havia 4 explotacions agrícoles.

## Poblacions més properes
El següent diagrama mostra les poblacions més properes.